# Општина Дриду (Јаломица)
Дриду (рум. Dridu) општина је у Румунији у округу Јаломица.
Oпштина се налази на надморској висини од 61 m.